# NGC 5399
NGC 5399 este o radiogalaxie situată în constelația Câinii de Vânătoare. A fost descoperită în 1 mai 1785 de către William Herschel. Se află la o distanță de 73,11 de megaparseci de Pământ.